# Amanita armeniaca
Amanita armeniaca là một loài nấm tán thuộc chi Amanita, họ Amanitaceae, bộ Agaricales. Loài này được tìm thấy ở bang New South Wales, Úc và được A.E. Wood miêu tả khoa học lần đầu tiên năm 1997.